# Manoel de Oliveira
Manoel de Oliveira (11. december 1908 - 2. april 2015) var en portugisisk filminstruktør. Han var ved sin død tilsyneladende den ældste aktive filminstruktør i verden.